# Крутец (Ульяновская область)
Крутец — посёлок в Николаевском районе Ульяновской области России. Входит в состав Канадейского сельского поселения.

## География
Посёлок находится в юго-западной части Ульяновской области, в лесостепной зоне, в пределах Приволжской возвышенности, на левом берегу реки Канадейки, к северу от автотрассы М5, на расстоянии примерно 9 километров (по прямой) к востоку-северо-востоку (ENE) от Николаевки, административного центра района. Абсолютная высота — 107 метров над уровнем моря.
Климат
Климат характеризуется как умеренно континентальный, с тёплым летом и умеренно холодной зимой. Среднегодовая температура воздуха — 10 °С. Средняя температура воздуха самого тёплого месяца (июля) — 19,2 °C (абсолютный максимум — 41 °C); самого холодного (января) — −13,3 °C (абсолютный минимум — −48 °C). Продолжительность безморозного периода составляет в среднем 202 дня. Среднегодовое количество атмосферных осадков составляет 455—530 мм, из которых большая часть выпадает в период с апреля по сентябрь. Снежный покров образуется в конце ноября и держится в течение 128 дней.
Часовой пояс
Посёлок Крутец, как и вся Ульяновская область, находится в часовой зоне МСК+1. Смещение применяемого времени относительно UTC составляет +4:00.

## История
Посёлок образован в 1923 году безземельными крестьянами из села Канадей.
Главным занятием жителей поселка являлись земледелие, животноводство.
В 1929 году жители поселка вошли в состав колхоза «12 лет Октября» (Прасковьино).
В 2003 году посёлок газифицирован.

## Население
| 2010 |
| ---- |
| 439  |

Национальный состав
Согласно результатам переписи 2002 года, в национальной структуре населения русские составляли 67 % из 420 чел.